# Leontopodium himalayanum
Das Himalaya-Edelweiß (Leontopodium himalayanum) ist eine Pflanzenart aus der Gattung Edelweiß (Leontopodium) innerhalb der Familie der Korbblütler (Asteraceae).

## Beschreibung

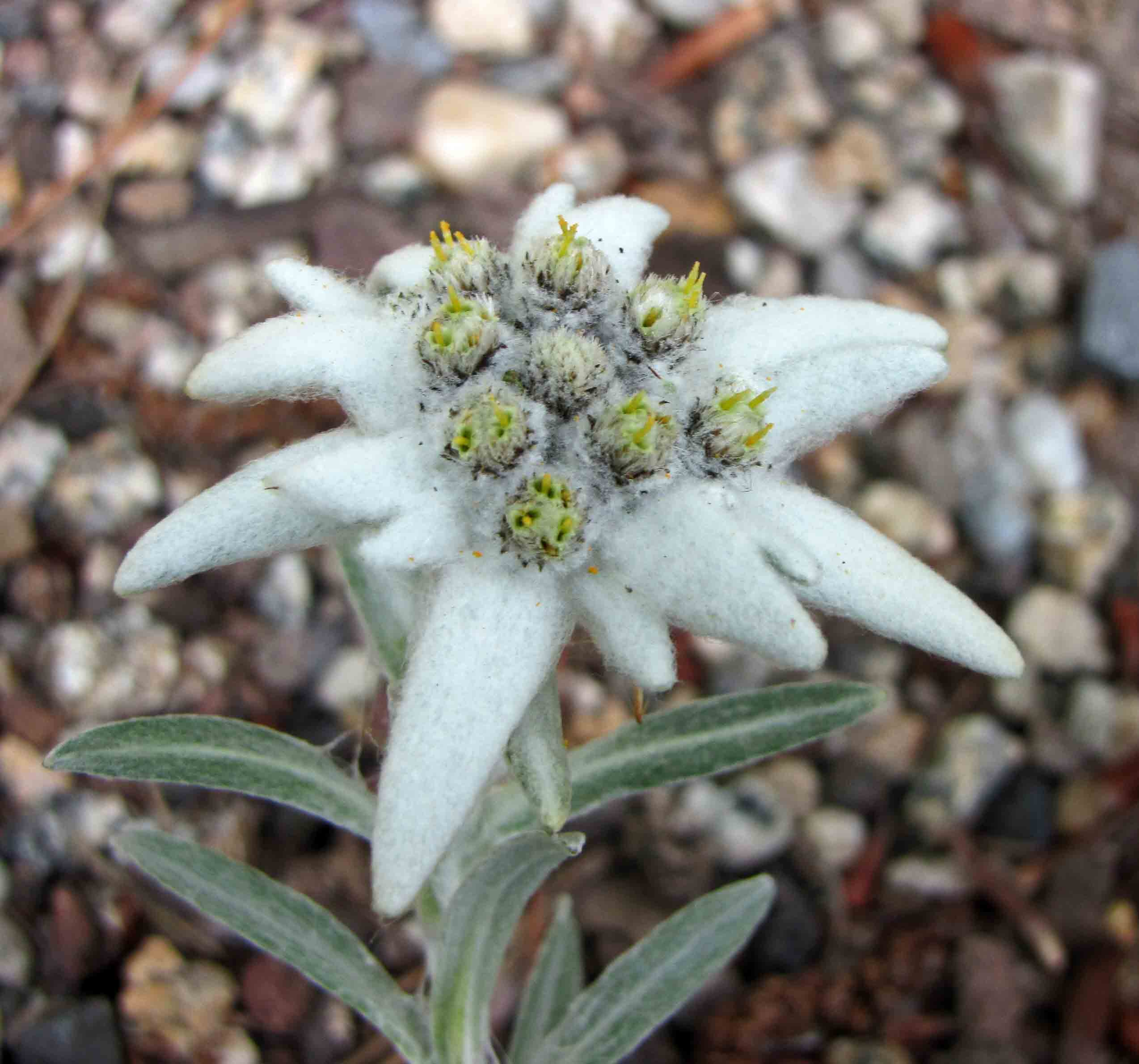
Blütenstand im Detail

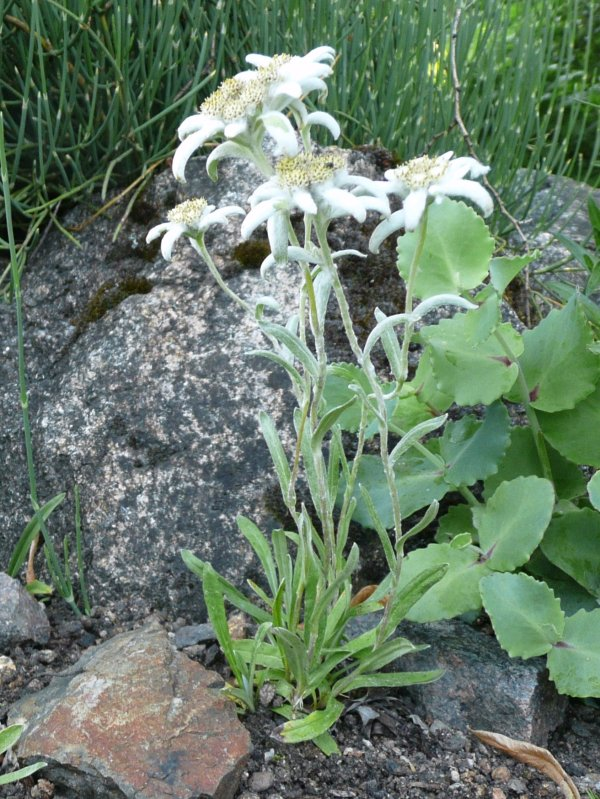
Habitus, Laubblätter und Blütenstände

### Vegetative Merkmale
Leontopodium himalayanum ist eine  ausdauernde krautige Pflanze, die Wuchshöhen von 3 bis, meist 7 bis 32 Zentimetern erreicht. Es werden oft dichte Horste gebildet, die von vielen Blattbasen alter Laubblätter umhüllt sind; der in der aktuellen Vegetationsperiode aktive Teil besteht aber nur aus wenigen Laubblättern.
Die grundständigen Laubblätter sind ganzrandig, linealisch-spatelförmig, manchmal mit braun bespitztem oberen Ende. Die grau wollig behaarten am Stängel wechselständig angeordneten Laubblätter sind ganzrandig, bei einer Länge von 1,8 bis 7 Zentimetern sowie einer Breite von 1 bis 4 Millimetern linealisch bis linealisch-lanzettlich mit spitzem bis fast stumpfem oberen Ende, das selten bespitzt ist.

### Generative Merkmale
Die Blütezeit reicht in China von Juli bis August. Die Blüten sind eingeschlechtig. Der Gesamtblütenstand weist einen Durchmesser von 3 bis 7 Zentimetern auf. Einige auffällige, bandförmige oder manchmal linealisch-lanzettliche Hochblätter umgeben den eigentlichen Blütenstand; ihre Oberseite ist dicht weiß oder gelblich-grau wollig oder sehr selten zottig behaart und ihre oberen Enden sind spitz bis zugespitzt; die äußeren sind 1,2 bis 4 Zentimeter lang sowie 2 bis 7,5 Millimeter breit. Der Gesamtblütenstand enthält meist sieben bis zwölf (vier bis zwanzig) meist gleichartige körbchenförmigen Teilblütenstände; manchmal enthält das zentrale hauptsächlich männliche Blüten und die anderen hauptsächlich weibliche. Die diskoiden oder diskusförmigen Blütenkörbchen besitzen eine Körbchenhülle, die einen Durchmesser von 5 bis 7 Millimetern aufweist. Die Hüllblätter der Teilblütenstände sind bei einer Länge von 3,5 bis 6 Millimetern sowie einer Breite von 1 bis 2,5 Millimetern länglich mit schwarz-braunen trockenhäutigen Rändern. Die Röhrenblüten sind 3,3 bis 4 Millimeter lang.
Die kahlen bis spärlich flaumig behaarten Achänen sind 1,5 bis 2 Millimeter lang. Der weiße Pappus ist etwa 4 Millimeter lang.

## Vorkommen
Leontopodium himalayanum kommt im Himalaja in der chinesischen Provinz nordwestliches Yunnan im autonomen Gebiet Tibet, in Sikkim, in den indischen Provinzen Arunachal Pradesh, Himachal Pradesh Uttar Pradesh sowie Uttarakhand, in Nepal, Kaschmir, Pakistan sowie Myanmar vor.
Leontopodium himalayanum gedeiht in der chinesischen Provinz nordwestliches Yunnan und in Tibet auf alpinen Matten und steinigen Hängen in Höhenlagen von 3000 bis 5100 Metern. In Pakistan scheint Leontopodium himalayanum relativ häufig zu sein und gedeiht dort auf offenen Wiesen und feuchten Hängen in Höhenlagen von 3000 bis 4000 Metern.

## Taxonomie
Die Erstbeschreibung von Leontopodium himalayanum erfolgte 1838 durch Augustin Pyramus de Candolle in Prodromus systematis naturalis regni vegetabilis, ... Pars 6: Sistens Compositarum continuationem., S. 276. Ein Synonym für Leontopodium himalayanum DC. ist Leontopodium himalayanum var. pumilum Y.Ling.